# Liste der Figurengruppen in der Berliner Siegesallee

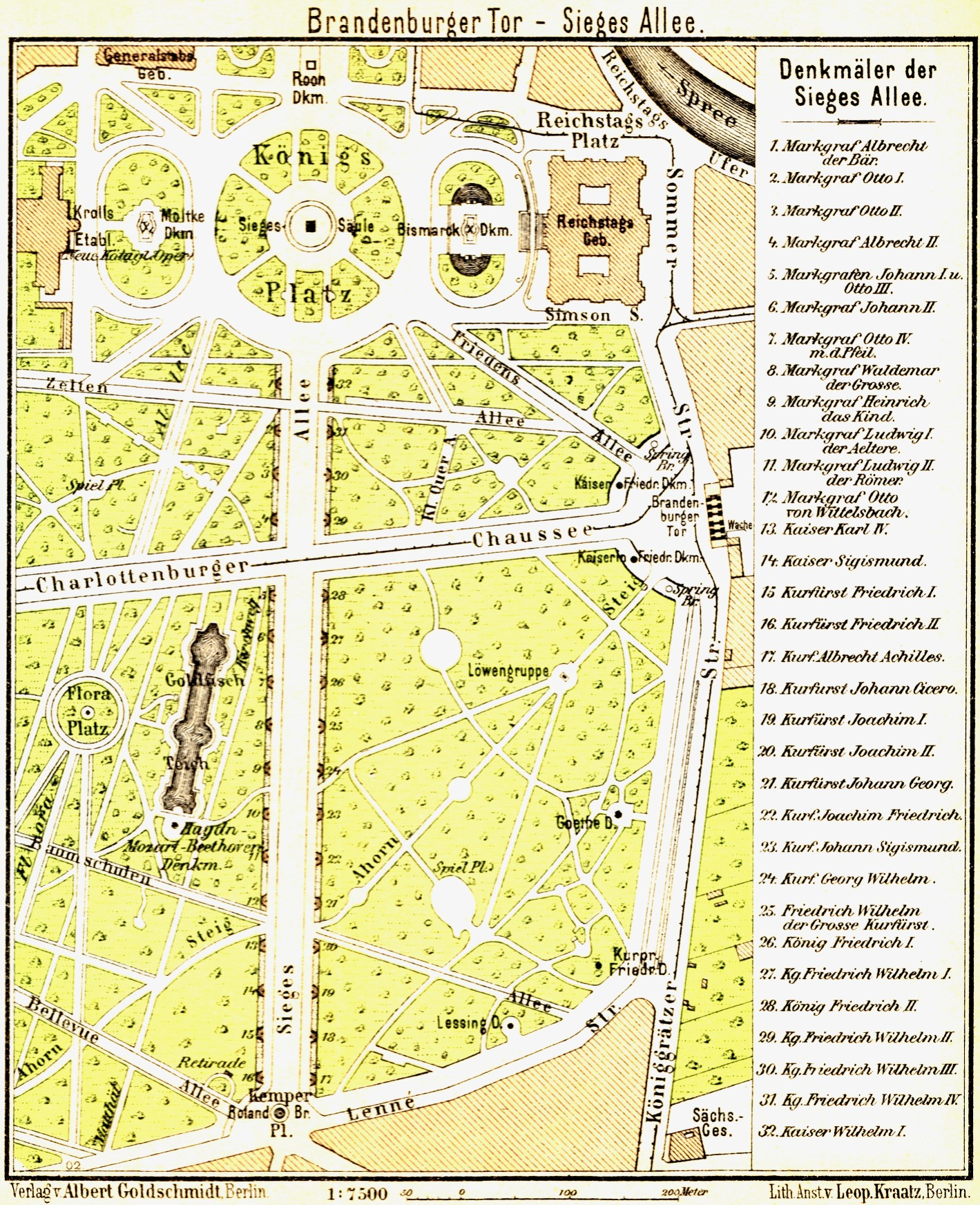
Plan der Siegesallee mit den 32 Figurengruppen 1902

Die Liste der Figurengruppen in der Berliner Siegesallee führt 32 Figurengruppen der ehemaligen Siegesallee im Berliner Tiergarten auf.
Die aus Marmor hergestellten Gruppen bestanden aus 32 Standbildern von jeweils 2,75 Metern Höhe, die sämtliche Markgrafen und Kurfürsten Brandenburgs, Könige Preußens und Kaiser Deutschlands zwischen 1165 und 1888 darstellten. Jedem Standbild waren zwei kleinere Büsten von Personen zugeordnet, die im Leben oder in der Zeit der jeweiligen Herrscher eine wichtige Rolle spielten. Die Gruppen waren auf einem halbrunden Podest angeordnet, das hinten von einer Sitzbank geschlossen war. Die beiden Nebenfiguren waren in die Sitzbank eingepasst und teilten sie in drei Abschnitte. Die Statuen standen zentral auf einem Sockel über dem dreistufigen Podestaufgang.
Die monumentale Allee, von Teilen der Berliner Bevölkerung als „Puppenallee“ belächelt, entstand zwischen 1895 und 1901 im Auftrag Kaiser Wilhelms II. Die künstlerische Leitung lag bei dem Bildhauer Reinhold Begas, die Direktion des historischen Programms bei dem Historiker und Präsidenten des Preußischen Geheimen Staatsarchivs Reinhold Koser. Die Siegesallee wurde nach dem Zweiten Weltkrieg abgetragen, einige Figuren sind verschollen. Die verbliebenen, zum Teil beschädigten Denkmäler wurden zum größten Teil im Schlosspark Bellevue vergraben und lagerten nach ihrer Ausgrabung von 1978 bis 2009 im Lapidarium in Berlin-Kreuzberg. Im Mai 2009 wurden die 26 Standbilder und 40 Büsten, darunter zwei Büsten aus den sogenannten Gruppen 33 und 34, in die Zitadelle Spandau umgesetzt. Dort wurden sie restauriert und werden seit dem 29. April 2016 als Teil der neuen Dauerausstellung „Enthüllt. Berlin und seine Denkmäler“ präsentiert.
Die Aufstellung listet zudem zwei ergänzende Gruppen auf, die 1903 auf dem halbrunden Platz vor dem Brandenburger Tor aufgestellt wurden und im Stil den Siegesalleegruppen angelehnt sind. Im Einzelnen gibt die Liste zu jeder Gruppe an: Titel, Funktion, Regierungszeit und Fürstengeschlecht der Hauptfigur; die von den Nebenbüsten dargestellten Personen und ihre Funktion; Bildhauer der Gruppe; Datum der Enthüllung; Verbleib und Erhaltungszustand der Figuren. Zudem enthalten einige Gruppen ergänzende Hinweise zu ihrer Entstehungsgeschichte, Zusammenstellung oder künstlerischen Gestaltung.

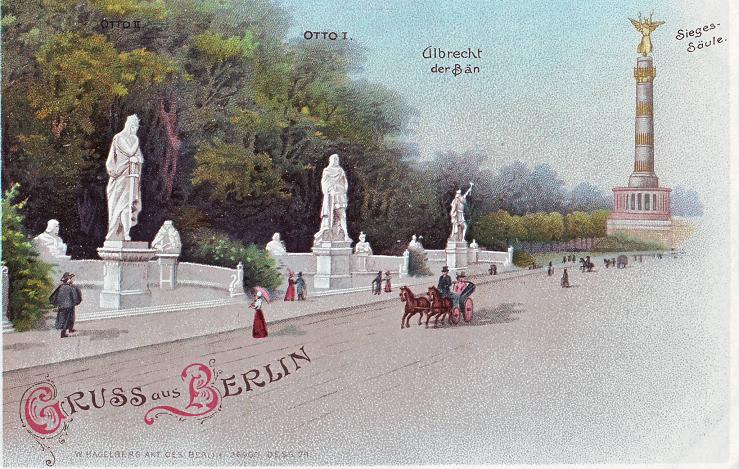
Postkarte (um 1900), im Vordergrund die Gruppe mit Otto II.

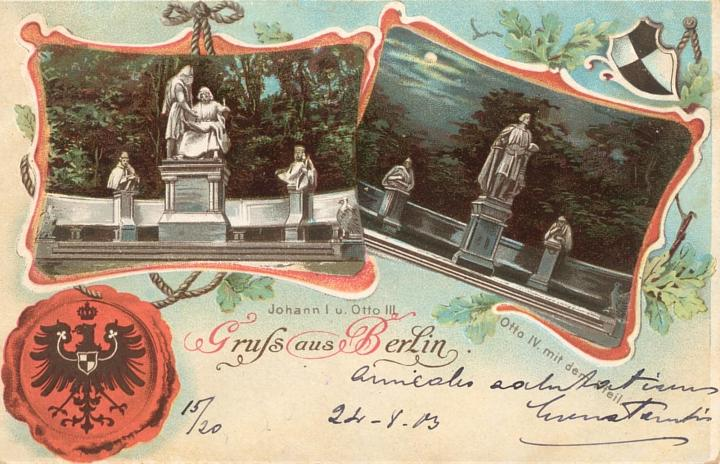
Postkarte (um 1900) mit den Gruppen
Johann I. / Otto III. und Otto IV.

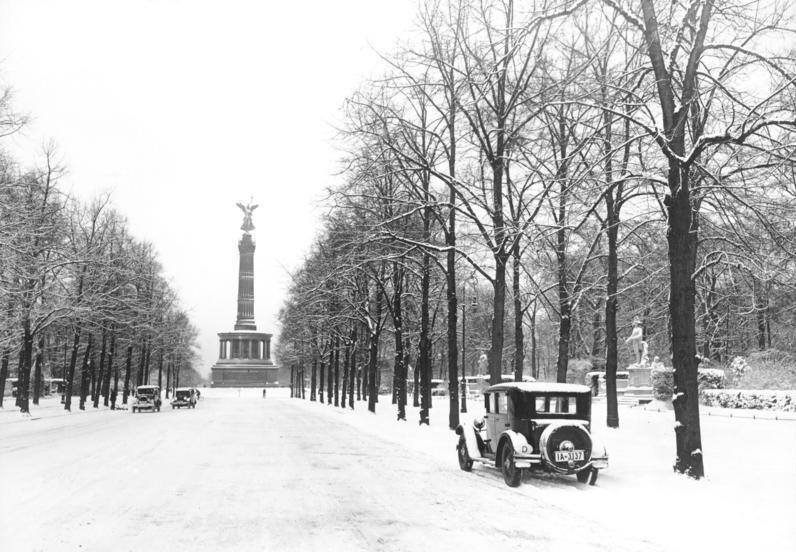
Siegesallee im Dezember 1933

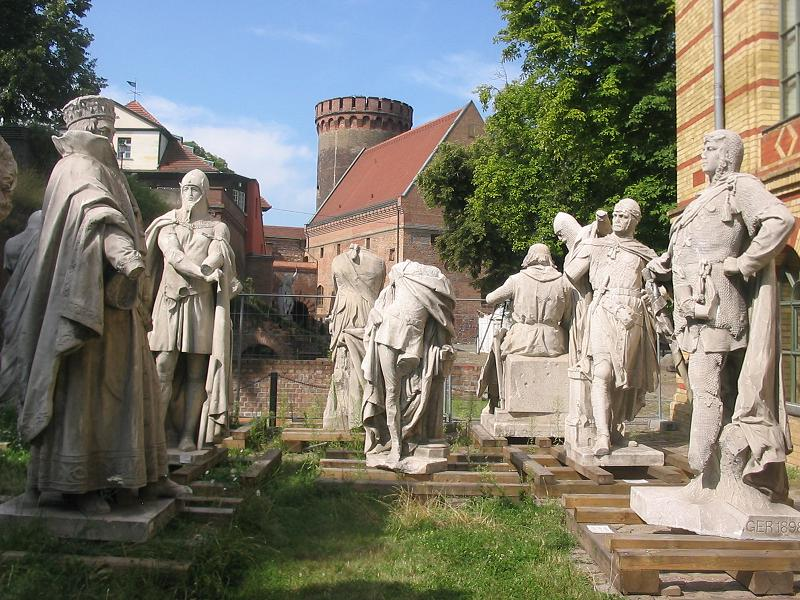
Statuen im Museumshof der Zitadelle, August 2009, vor der Restaurierung

## AlbrechtI. (Albrecht der Bär)
| Albrecht der Bär (Gruppe 1) | Albrecht der Bär (Gruppe 1) |
| --- | --- |
| - Gruppe 1, 1898 - Gruppe 1, um 1900 - Albrecht der Bär, Zitadelle Spandau, 1983 - Albrecht der Bär, Zitadelle Spandau, 2004 - Sockel, Zitadelle, 2004 - Figuren 2019 in der Ausstellung Enthüllt | |
| Hauptfigur: | Albrecht I. (der Bär) (ca. 1100–1170), Gründer der Mark Brandenburg |
| Titel, Funktion: | 1. Markgraf von Brandenburg (1157–1170) |
| Regierungszeit: | 1157–1170 |
| Fürstengeschlecht: | Askanier |
| Nebenfigur links: | Bischof Wigger von Brandenburg († 1161) |
| Nebenfigur rechts: | Bischof Otto von Bamberg (um 1060–1139). Da das Standbild Albrecht als Bezwinger des Heidentums auffasst, sind zwei Bischöfe als Beifiguren gewählt, die sich um die Missionierung „verdient“ gemacht hatten. |
| Bildhauer: | Walter Schott |
| Datum der Enthüllung: | 6. Mai 1898 |
| Verbleib und Zustand der Figuren: | Albrecht auf einem der wenigen erhaltenen Sockel seit 1978 im Hof der Zitadelle Spandau, Wigger seit Mai 2009 gleichfalls in der Zitadelle, Otto seit 2003 als Leihgabe des Landes Berlin in der ständigen Otto von Bamberg-Ausstellung in der Demminer Bartholomäuskirche. Standbild Albrechts um fehlende Teile ergänzt und restauriert; beiden Büsten fehlen kleinere Teile, ihre Köpfe sind intakt beziehungsweise bei Wigger wieder angesetzt. Seit 2016 alle drei Figuren Teil der Dauerausstellung in der Zitadelle.                                                              |
| Anmerkung zur Gestaltung: | Die Gesichtszüge Albrechts formte Schott nach seinem eigenen Kopf. Für die Nebenfiguren suchte er per Zeitungsannonce nach Modellen. Unter den rund 40 Bewerbern wählte er einen märkischen Fischer, einen reizenden alten Mann und für den Bamberger einen dicken Kölner Küfer aus. Denn von dem Brandenburger habe er die Vorstellung eines mageren, halbverhungerten Priesters gehabt, da es in der Mark nicht so viel zu essen gegeben habe, während er bei dem Bamberger aufgrund dessen gutsituierten Erzbistums an einen gebildeten, sehr behäbigen und runden Mann gedacht habe. |

## OttoI.
| Otto I. (Gruppe 2)                                                                           | Otto I. (Gruppe 2) |
| -------------------------------------------------------------------------------------------- | --- |
| - Gruppe 2, 1898 - Otto I., 1898 - Otto I., Vorabzeichnung - dto. (Teilansicht), August 2009 | |
| Hauptfigur:                                                                                  | Otto I. (ca. 1128–1184), Sohn von Albrecht dem Bären |
| Titel, Funktion:                                                                             | 2. Markgraf von Brandenburg |
| Regierungszeit:                                                                              | 1170–1184 (an der Seite des Vaters bereits seit 1144) |
| Fürstengeschlecht:                                                                           | Askanier |
| Nebenfigur links:                                                                            | Sibold († um 1190), erster Abt im Kloster Lehnin, das von Otto gestiftet wurde |
| Nebenfigur rechts:                                                                           | Pribislaw-Heinrich (um 1075–1150), letzter slawischer Fürst im Havelland und Christ, vorübergehend mit deutschem Königstitel, Taufpate Ottos                                                                                             |
| Reliefs am Sockel:                                                                           | Die Reliefs am Sockel stellen den Traum Ottos I. zur Gründung des Klosters (Gründungslegende) und die Kirche des Klosters Lehnin dar. |
| Bildhauer:                                                                                   | Max Unger (→ Ausführlich zur Gestaltung der Denkmalgruppe: Abschnitt Denkmal bei Otto I.) |
| Datum der Enthüllung:                                                                        | 22. März 1898 |
| Verbleib und Zustand der Figuren:                                                            | Otto I. (Teile abgebrochen, starke Konturschäden) seit Mai 2009 in der Zitadelle Spandau; Pribislaw (nur Kopf erhalten) in Berliner Privatbesitz; Sibold im Hofgut Waldeck in Utting am Ammersee, ehemaliger Besitz der Familie Siebold. |

## OttoII.
| Otto II. (Gruppe 3) | Otto II. (Gruppe 3) |
| --- | --- |
| - Gruppe 3, 1898 - Otto II., 1898 - dto., August 2009 - Büste Johann Gans Edler Herr zu Putlitz, um 1900. Dargestellt mit Modell der Kirche im Kloster Marienfließ (Prignitz) und Stiftungsurkunde. - Figuren 2019 in der Ausstellung Enthüllt. | |
| Hauptfigur: | Otto II. (nach 1147–1205), Sohn von Otto I. |
| Titel, Funktion: | 3. Markgraf von Brandenburg |
| Regierungszeit: | 1184–1205 |
| Fürstengeschlecht: | Askanier |
| Nebenfigur links: | Johann Gans Edler Herr zu Putlitz, Stifter des Klosters Marienfließ in der Prignitz und Otto politisch eng verbunden                                                                |
| Nebenfigur rechts: | Heinrich von Antwerpen († 1230) (auch: Heinrici de Antwerpe), Domherr des Brandenburger Domkapitels; erster Chronist der Mark Brandenburg (Tractatus de captione urbis Brandenburg) |
| Bildhauer: | Joseph Uphues (→ Ausführlich zur Gestaltung der Denkmalgruppe: Abschnitt Denkmal bei Otto II.; Uphues schuf auch die Gruppe 28)                                                     |
| Datum der Enthüllung: | 22. März 1898 |
| Verbleib und Zustand der Figuren: | Seit Mai 2009 in der Zitadelle Spandau, (alle mit Kriegsschäden; Kopf H. v. Antwerpens abgebrochen und wieder angesetzt)                                                            |

## AlbrechtII.
| Albrecht II. (Gruppe 4) | Albrecht II. (Gruppe 4) |
| --- | --- |
| - Gruppe 4, 1898 - Fotografie um 1903, im Vordergrund Albrecht II. - Albrecht II., 1898 - dto., 2009; die Burg stellt sehr wahrscheinlich die Grenzfeste Oderberg dar - Büste Eike von Repgow, 1898, Verfasser des Sachsenspiegels - Figuren 2019 in der Ausstellung Enthüllt. | |
| Hauptfigur: | Albrecht II. (ca. 1150–1220), jüngster Sohn von Otto I., Bruder von Otto II. |
| Titel, Funktion: | vierter Markgraf von Brandenburg |
| Regierungszeit: | 1205–1220 |
| Fürstengeschlecht: | Askanier |
| Nebenfigur links: | Eike von Repgow (1180/1190–nach 1233), Verfasser des Sachsenspiegels. (Keine Verbindung zu Albrecht II. Die Wahl der Nebenfigur ist wahrscheinlich der Tatsache geschuldet, dass der Sachsenspiegel als das bedeutendste Rechtsbuch des deutschen Mittelalters großen Einfluss auch auf Brandenburg und Norddeutschland hatte.) |
| Nebenfigur rechts: | Hermann von Salza (um 1162–1239), Hochmeister des Deutschen Ordens (Albrecht II. war Teilnehmer der Gründungsversammlung des Ordens 1198 in Akkon). |
| Bildhauer: | Johannes Boese (→ Ausführlich zur Gestaltung der Denkmalgruppe: Abschnitt Denkmal bei Albrecht II. und Johannes Boese) |
| Datum der Enthüllung: | 22. März 1898 |
| Verbleib und Zustand der Figuren: | Seit Mai 2009 in der Zitadelle Spandau (Albrecht II. und Salza Köpfe abgebrochen und 1984 wieder angesetzt; Albrecht fehlende Teile; Repkow linke Hand abgebrochen, vorhanden; Salza Arm mit Urkunde fehlt) |

## JohannI. und OttoIII.
| Johann I. und Otto III. (Gruppe 5) | Johann I. und Otto III. (Gruppe 5) |
| --- | --- |
| - Gruppe 5, 1900 - Otto III. (links) und Johann I., 1900 - dto., Detail - dto., Detail, August 2009 - dto., mit Stadtplan von Berlin-Cölln, Nov. 2009 | |
| Hauptfigur: | Doppelstandbild der Brüder Johann I. (1213–1266) und Otto III. (1215–1267), die gemeinsam regierten, Söhne von Albrecht II. In die Regierungszeit der beiden fällt die Gründung Berlins (offizielles Gründungsdatum 1237) sowie des Klosters Chorin. |
| Titel, Funktion: | fünfter und sechster Markgraf von Brandenburg |
| Regierungszeit: | Johann I. 1220–1266; Otto III. 1220–1267 |
| Fürstengeschlecht: | Askanier |
| Nebenfigur links: | Simeon von Cölln (zweite Gründungsstadt Berlins), Propst, als Zeuge in der ersten Urkunde Cöllns (28. Oktober 1237) genannt (mit Johann I. und Bischof Gernand von Brandenburg) |
| Nebenfigur rechts: | Marsilius, erster nachgewiesener Schultheiß von Berlin (andere Angabe: von Cölln) |
| Bildhauer: | Max Baumbach (→ Ausführlich zur Gestaltung der Denkmalgruppe: Abschnitt Denkmal bei Johann I.) |
| Datum der Enthüllung: | 22. März 1900 |
| Verbleib und Zustand der Figuren: | Doppelstandbild (Kopf Otto abgebrochen, 1984 wieder angefügt; weitere Teile abgebrochen) von 1978 bis 2009 im Lapidarium, Berlin-Kreuzberg; am 6. Mai vom Lapidarium in die Zitadelle Spandau umgesetzt. Büsten (einzelne Teile abgebrochen) bereits seit längerem in der Zitadelle, Pulverkammer der Bastion König. |
| Anmerkung zur Gestaltung: | Johann I. und Otto III. gelten durch Stadtrechtsverleihung als Gründungsväter der Stadt Berlin bzw. seines Ursprungs, der Doppelstadt Berlin und Cölln. Der auf einem Stein sitzende Johann I. hat über seinen Knien die Urkunde ausgebreitet, durch die Berlin und Cölln das Stadtrecht erhalten haben sollen. Der engen Verbindung der beiden Markgrafen zu Berlin/Cölln ist zudem die Wahl der Nebenfiguren geschuldet. |

## JohannII.
| Johann II. (Gruppe 6) | Johann II. (Gruppe 6) |
| --- | --- |
| - Gruppe 6, 1900 - Johann II., 1900 - dto., Detail - Relief von 1909 nach dem Siegesallee-Standbild in Berlin-Mariendorf, Foto 2007 - Figuren 2019 Johann II hinten, Graf Gunther vorn ohne Kopf. | |
| Hauptfigur: | Johann II. (* 1237(?); † 10. September 1281), Sohn von Johann I. |
| Titel, Funktion: | Markgraf von Brandenburg, Mitregent seines Bruders Otto IV. (mit dem Pfeil). Zu den Gründen, warum ein Mitregent in die Siegesallee aufgenommen wurde, liegen keine Angaben vor.                                                                           |
| Regierungszeit: | (Mitregent 1266–1281) |
| Fürstengeschlecht: | Askanier (Johanneische Linie) |
| Nebenfigur links: | Graf Gunther I. von Lindow (* um 1230; † um 1284) aus dem Adelsgeschlecht derer von Lindow-Ruppin; der Graf bezeugte mehrere Urkunden Johanns und hat sich wahrscheinlich in dessen Gefolge aufgehalten.                                                   |
| Nebenfigur rechts: | Konrad Belitz, auch Konrad von Beelitz (? {Ersterwähnung 1288}–1308), Fernhändler, Kaufmann, Ratsmann und Bürgermeister (?) von Berlin; ältester erhaltener, künstlerisch bearbeiteter Grabstein Berlins, Franziskanerkloster, heute im Märkischen Museum. |
| Bildhauer: | Reinhold Felderhoff |
| Datum der Enthüllung: | 14. November 1900 |
| Verbleib und Zustand der Figuren: | Hauptfigur (leichte Konturschäden) und Büste Graf Günter (ohne Kopf) seit Mai 2009 in der Zitadelle Spandau; Büste Konrad Belitz verschollen (sollte laut Magistratsbeschluss vom 7. Juli 1947 in das Märkische Museum überführt werden).                  |
| Anmerkung zur Gestaltung: | Die Gestaltung Felderhoffs fiel völlig aus dem Rahmen, indem er gegen die gängige historisierende Kunst eine (fast moderne) großflächige typisierende Form wählte (siehe ausführlich: Felderhoff, Siegesalleegruppe).                                      |

## OttoIV. (mit dem Pfeil)
| Otto IV., mit dem Pfeil (Gruppe 7)                                                                                             | Otto IV., mit dem Pfeil (Gruppe 7) |
| --- | --- |
| - Gruppe 7, 1899 - Otto IV. (mit dem Pfeil), 1899 - Büste Johann von Kröcher, 2004 - Figuren 2019 in der Ausstellung Enthüllt. | |
| Hauptfigur: | Otto IV., (mit dem Pfeil) (ca. 1238–1308), Sohn von Johann I. |
| Titel, Funktion: | Markgraf von Brandenburg |
| Regierungszeit: | 1267–1308 |
| Fürstengeschlecht: | Askanier (Johanneische Linie) |
| Nebenfigur links: | Johann von Kröcher, genannt Droiseke, mit Erwähnungen in mindestens 180 Urkunden zwischen 1281 und 1321 bestdokumentierter märkischer Ritter und Edelmann der askanischen Zeit, ausgedehnter Landbesitz |
| Nebenfigur rechts: | Johann von Buch, Vertreter des Bruders Johann II., sorgte für den Freikauf Ottos aus der Gefangenschaft, obwohl der ihn als Berater entlassen hatte |
| Bildhauer: | Karl Begas (auch Schöpfer der Gruppe 31) |
| Datum der Enthüllung: | 22. März 1899 |
| Verbleib und Zustand der Figuren:                                                                                              | Hauptfigur (nur Kopf erhalten) in Berliner Privatbesitz; Büsten seit Mai 2009 in der Zitadelle Spandau (von Buch ohne Kopf, verschollen) |
| Anmerkung zur Gestaltung: | Die Augenbinde Ottos IV. verweist auf die Verwundung durch einen Pfeil, die er im Alter von etwa 40 Jahren erlitt. Die mit Eichenlaub bekränzte Leier am Baumstamm hebt seine Bedeutung als Minnesänger hervor. Der Turnierhelm im linken Arm und das Schwert zeigen die heldenhaften, kriegerischen Züge des Markgrafen. |

## Waldemar (der Große)
| Waldemar der Große (Gruppe 8) | Waldemar der Große (Gruppe 8) |
| --- | --- |
| - Gruppe 8, 1900 - Waldemar der Große, 1900 - dto., August 2009 - Waldemar von Max Unger 1894/1895 auf der Mühlendammbrücke (Fischerbrücke; Prototyp für die frühen Siegesallee-Standbilder). - Figuren 2019, Ausstellung Enthüllt | |
| Hauptfigur: | Waldemar (der Große) (um 1280–14. August 1319) |
| Titel, Funktion: | Markgraf von Brandenburg |
| Regierungszeit: | 1308–1319, Mitregent bereits ab 1302 |
| Fürstengeschlecht: | Askanier (Johanneische Linie) |
| Nebenfigur links: | Siegfried von Feuchtwangen († 1311), Hochmeister des Deutschen Ordens (unterstützte Waldemar im Kampf gegen Polen) |
| Nebenfigur rechts: | Heinrich Frauenlob von Meißen (um 1255–1318), Dichter und Minnesänger (verfasste ein Loblied auf Waldemar) |
| Bildhauer: | Reinhold Begas (auch Schöpfer der Gruppe 32) |
| Datum der Enthüllung: | 22. März 1900 |
| Verbleib und Zustand der Figuren: | Seit Mai 2009 in der Zitadelle Spandau (Hauptfigur Konturschäden; leichte Beschädigungen an den Sockeln der Büsten) |
| Anmerkung: | Da Waldemar als der bedeutendste märkische Askanier galt, legte Wilhelm II. auf die Gestaltung dieser Gruppe besonderen Wert und übertrug die Arbeit Reinhold Begas, dem künstlerischen Direktor des Gesamtprojekts Siegesallee. Der aber vermochte dem Auftrag kein Interesse abzugewinnen (was laut Lehnert der Figur dann auch anzusehen war) und versuchte die Arbeit abzugeben. Dem Wunsch entsprach der Kaiser nicht. |

## HeinrichII. (das Kind)
| Heinrich das Kind (Gruppe 9) | Heinrich das Kind (Gruppe 9) |
| --- | --- |
| - Gruppe 9, 1900 - Heinrich II. das Kind, 1900 - Büste Wedigos von Plothos mit der Physiognomie von Heinrich Zille, 1900 - August Kraus bei der Arbeit an Wedigo von Plotho, Zille steht Modell - Figuren 2019 Ausstellung Enthüllt. | |
| Hauptfigur: | Heinrich das Kind (1308–1320) |
| Titel, Funktion: | Markgraf von Brandenburg |
| Regierungszeit: | 1319/1320 |
| Fürstengeschlecht: | Askanier (Johanneische Linie); der letzte Askanier in der Mark Brandenburg |
| Nebenfigur links: | Wartislaw IV. (vor 1290–1326), Herzog von Pommern-Wolgast, Vormund von Heinrich |
| Nebenfigur rechts: | Ritter Wedigo von Plotho (Der Bauernschlächter) mit der Physiognomie von Heinrich Zille, der für seinen Freund August Kraus Modell stand |
| Bildhauer: | August Kraus |
| Datum der Enthüllung: | 22. März 1900 |
| Verbleib und Zustand der Figuren: | Seit Mai 2009 in der Zitadelle Spandau (Hauptfigur ohne Kopf, re. Arm, li. Bein; Wedigo (= Zille) Kopf fehlt) |
| Anmerkung: | Da Heinrich das Kind für die märkische Geschichte bedeutungslos blieb, war seine Aufnahme in die Siegesallee in der Historischen Planungskommission unter Reinhold Koser sehr umstritten. Modell stand der französische Cellist Paul Bazelaire (→ Ausführlich zur Gestaltung des Standbilds: Abschnitt zur Gruppe 9 im Artikel August Kraus). |

## LudwigI. (der Brandenburger)
| Ludwig I., der Brandenburger (Gruppe 10)                                            | Ludwig I., der Brandenburger (Gruppe 10) |
| ----------------------------------------------------------------------------------- | --- |
| - Gruppe 10, 1899 - Ludwig I., 1899 - Büste Johann II., Burggraf von Nürnberg, 1899 | |
| Hauptfigur:                                                                         | Ludwig I. der Brandenburger (auch Ludwig der Ältere, der Bayer) (* Mai 1315; † 18. September 1361) |
| Titel, Funktion:                                                                    | Markgraf von Brandenburg (als Ludwig V. Herzog von Bayern) |
| Regierungszeit:                                                                     | 1323–1351 |
| Fürstengeschlecht:                                                                  | Wittelsbacher |
| Nebenfigur links:                                                                   | Johann von Buch der Jüngere, Jurist, gehörte zum Gefolge Ludwigs. (Zum Vater Johann von Buch siehe Gruppe 7) |
| Nebenfigur rechts:                                                                  | Johann II. (vor 1320–1357), Burggraf von Nürnberg, 1345 für kurze Zeit Statthalter von Ludwig I. (der „eigentlich erste“ Hohenzoller in der Mark). Hält im rechten Arm seinen mit einem Brackenhaupt verzierten Helm (Bracke ist ein „starker Fanghund, Symbol der Jagdgerechtigkeit; das Brackenhaupt auf dem Hohenzollernwappen ist 1317 von der Familie erkauft worden“). |
| Bildhauer:                                                                          | Ernst Herter |
| Datum der Enthüllung:                                                               | 7. November 1899 |
| Verbleib und Zustand der Figuren:                                                   | Standbild Ludwig und Büste Johann von Buch verschollen, wahrscheinlich kriegszerstört. Lediglich der Torso des Nürnberger Burggrafen (Kopf verschollen) ist erhalten und befindet sich seit Mai 2009 in der Zitadelle Spandau. |

## LudwigII. (der Römer)
| Ludwig II., der Römer (Gruppe 11) | Ludwig II., der Römer (Gruppe 11) |
| --------------------------------- | --- |
| - Gruppe 11, 1900                 | |
| Hauptfigur:                       | Ludwig II. der Römer (* 12. Mai 1328; † 17. Mai 1365) |
| Titel, Funktion:                  | 1351–1365 Markgraf von Brandenburg, 1356–1365 (erster) Kurfürst von Brandenburg (ferner als Ludwig VI. Herzog von Oberbayern) |
| Regierungszeit:                   | 1351–1365 |
| Fürstengeschlecht:                | Wittelsbacher |
| Nebenfigur links:                 | Hasso von Wedel-Polzin, hatte sich um die Bekämpfung des Falschen Waldemar verdient gemacht |
| Nebenfigur rechts:                | Friedrich von Lochen, seit 1346 Landeshauptmann der Altmark |
| Bildhauer:                        | Emil Graf von Schlitz genannt Görtz. Von Görtz und seine Familie waren dem Kaiser freundschaftlich verbunden, er trat ansonsten bildhauerisch kaum in Erscheinung. Die Autorin Uta Lehnert resümiert ihren Eindruck der Gruppe: „Ganz offensichtlich war Graf Görtz den kompositorischen Anforderungen nicht gewachsen.“ |
| Datum der Enthüllung:             | 14. November 1900 |
| Verbleib und Zustand der Figuren: | Sämtliche Figuren verschollen, wahrscheinlich im Zweiten Weltkrieg zerstört |

## OttoV. (der Faule)
| Otto V., der Faule (Gruppe 12) | Otto V., der Faule (Gruppe 12) |
| --- | --- |
| - Gruppe 12, 1899 - Otto V. (der Faule), 1899 - Büste Thilo von Brügge, 1899 - Otto der Faule ruht sich aus, Karikatur von Franz Jüttner in den Lustigen Blättern, 1899 - Figuren 2019 Ausstellung Enthüllt | |
| Hauptfigur: | Otto V. (der Faule) (* 1346; † 15. November 1379) |
| Titel, Funktion: | Markgraf und Kurfürst von Brandenburg (ferner Herzog von Oberbayern) |
| Regierungszeit: | 1365–1373 |
| Fürstengeschlecht: | Wittelsbacher – der letzte Wittelsbacher in der Mark Brandenburg |
| Nebenfigur links: | Thilo von Brügge, Berliner Patrizier, Münzmeister von Berlin, Inhaber des Stadtgerichts, Vogt über sechs märkische Städte. Die Büste zeigt ihn mit Amtskette. Das umstirnte Drachenhaupt im Wappen verweist auf die rheinische Herkunft seiner Familie. |
| Nebenfigur rechts: | Thilo von Wardenberg (Tiele Wardenberg), Tile Wardenberg, Bürgermeister (möglicherweise nur Ratsherr) von Berlin, Symbolfigur des Widerstands gegen Karl IV. Sockelinschrift: Thilo von Wardenberg, Oldermann von Berlin. |
| Bildhauer: | Adolf Brütt (auch Schöpfer der Gruppe 29 – Der dicke Lüderjahn) |
| Datum der Enthüllung: | 22. März 1899 |
| Verbleib und Zustand der Figuren: | Alle drei (mit leichten Konturschäden) seit Mai 2009 in der Zitadelle Spandau |
| Anmerkung: | Die Gruppe gehörte zu den wenigen, die sowohl bei Auftraggebern wie auch Vertretern der „Moderne“ hohe künstlerische Wertschätzung genossen. Der Kaiser war besonders angetan von der brillant getroffenen nichtstuerischen Nonchalance. Allerdings reizte der „in ziemlich lascher Haltung und mit herunterhängenden Augenlidern, kurz mit blödem Gesicht“ dargestellte Wittelsbacher die zeitgenössischen Kritiker der Siegesallee zu bissigen Karikaturen, siehe Siegesallee, Otto der Faule. |

## KarlIV. (Kaiser)
| Karl IV. (Gruppe 13) | Karl IV. (Gruppe 13) |
| --- | --- |
| - Gruppe 13, 1899 - Torso Karls IV., August 2009 - dto., Detail - Büste Claus von Bismarck (links im Bild), August 2009 (rechts Graf von Hohenlohe aus der Gruppe 15) | |
| Hauptfigur: | Karl IV. (* 14. Mai 1316; † 29. November 1378) |
| Titel, Funktion: | Der Titel Markgraf und Kurfürst von Brandenburg lag eigentlich bei seinem minderjährigen Sohn Wenzel von Luxemburg (1361–1419), doch führte Karl IV. die Regierungsgeschäfte für ihn aus. Wenzel fand in der Siegesallee an keiner Stelle eine Erwähnung. |
| Regierungszeit: | 1373–1378 |
| Fürstengeschlecht: | Luxemburger |
| Nebenfigur links: | Dietrich von Portitz (um 1300–1367), genannt Kagelwit, Erzbischof von Magdeburg und Berater des Kaisers (siehe auch Kagelwit und die Schweinsohren) |
| Nebenfigur rechts: | Claus von Bismarck aus der Stendaler Patrizierfamilie von Bismarck, Stiftshauptmann des Magdeburger Erzbischofs Kagelwit und unter wittelsbacher Markgrafen Hofmeister, Parteigänger der Wittelsbacher                                                    |
| Bildhauer: | Ludwig Cauer |
| Datum der Enthüllung: | 26. August 1899 |
| Verbleib und Zustand der Figuren: | Alle drei seit Mai 2009 in der Zitadelle Spandau. Hauptfigur ohne Kopf (war 1950 noch vorhanden) |
| Kopien: | Bronzeabguss der Hauptfigur (von 1900) als Denkmal auf der Burganlage in Tangermünde |

## Sigismund (Kaiser)
| Sigismund (Gruppe 14)                                                                         | Sigismund (Gruppe 14) |
| --------------------------------------------------------------------------------------------- | --- |
| - Gruppe 14, 1900 - Sigismund, August 2009 - dto., Detail - Figuren 2019 Ausstellung Enthüllt | |
| Hauptfigur:                                                                                   | Sigismund von Luxemburg (* 15. Februar 1368; † 9. Dezember 1437); Sockelinschrift: Kaiser Sigmund |
| Titel, Funktion:                                                                              | Markgraf und Kurfürst von Brandenburg (ferner u. a. römisch-deutscher Kaiser 1433–1437) |
| Regierungszeit:                                                                               | 1378–1397, 1411–1415 (Die Lücke zwischen 1397 und 1411, die Jobst von Mähren ausfüllte, wurde in den Darstellungen der Siegesallee nicht geschlossen; der Vorschlag Kosers von 1895, mit Sigmund und Jobst eine Doppelgruppe zu installieren, wurde aus unbekannten Gründen nicht realisiert.) |
| Fürstengeschlecht:                                                                            | Luxemburger |
| Nebenfigur links:                                                                             | Lippold von Bredow, Landeshauptmann und Verweser in der Mark Brandenburg, aus dem mittelmärkischen Adelsgeschlecht Bredow im Ländchen Friesack |
| Nebenfigur rechts:                                                                            | Bernd Ryke; heute meist: Bernd Reiche, Berliner Bürgermeister aus der Familie Ryke (siehe Abschnitt Siegesallee bei Boermel) |
| Bildhauer:                                                                                    | Eugen Boermel (→ Ausführlich zur Gestaltung der Denkmalgruppe: Abschnitt Siegesallee bei Boermel) |
| Datum der Enthüllung:                                                                         | 6. Mai 1900 |
| Verbleib und Zustand der Figuren:                                                             | Alle drei seit Mai 2009 in der Zitadelle Spandau. Einzelne Teile der Hauptfigur abgebrochen; Köpfe beider Nebenfiguren abgebrochen, 1984 wieder angesetzt. |

## FriedrichI.
| Friedrich I. (Gruppe 15) | Friedrich I. (Gruppe 15) |
| --- | --- |
| - Gruppe 15, 1900 - Friedrich I., August 2009 - Büste Hohenlohe (rechts im Bild), August 2009 (links Claus von Bismarck aus der Gruppe 13) - Wend von Ileburg, Zitadelle Spandau 2009 | |
| Hauptfigur: | Friedrich I. (* 1371; † 20. September 1440) |
| Titel, Funktion: | Markgraf und Kurfürst von Brandenburg (seit 1398 als Friedrich VI. Burggraf von Nürnberg) |
| Regierungszeit: | 1415–1440, seit 1425 wurde die Mark von seinem ältesten Sohn Johann verwaltet |
| Fürstengeschlecht: | Hohenzollern (der erste regierende Hohenzoller in der Mark Brandenburg) |
| Nebenfigur links: | Ritter Johann Graf von Hohenlohe († 1412) aus dem fränkischen Adelsgeschlecht Hohenlohe, ließ bei Begründung der Hohenzollernherrschaft in der Schlacht am Kremmer Damm 1412 sein Leben. |
| Nebenfigur rechts: | Wend von Ileburg (Adelsfamilie Eulenburg) († nach 1370), Landeshauptmann, kaum Bedeutung für die märkische Geschichte. Laut Lehnert Reverenzentscheidung zugunsten der dem Kaiser nahestehenden Adelsfamilie Eulenburg. Auf Wunsch Wilhelm II. erhielt die Figur das Antlitz seines Freundes und Vertrauten, Philipp Fürst zu Eulenburg. Ursprünglich war Caspar Gans zu Putlitz vorgesehen, auch wenn er am Kremmer Damm noch gemeinsam mit den Quitzows die Hohenzollern bekämpft hatte. |
| Relief: | Als Besonderheit dieser Gruppe war in der Bank zwischen den beiden Büsten ein Relief eingelassen, das die Kurfürstin Elisabeth im Gebet zeigte. Das war die einzige Darstellung einer Frau in der gesamten Siegesallee, was selbst Reinhold Koser bedauerte. |
| Bildhauer: | Karl Ludwig Manzel |
| Datum der Enthüllung: | 28. August 1900 |
| Verbleib und Zustand der Figuren: | Alle drei Figuren seit Mai 2009 in der Zitadelle Spandau. Bei beiden Büsten fehlt die rechte Hand. Das Relief der Kurfürstin Elisabeth ist nicht erhalten. |
| Kopien: | Bronzeabguss der Hauptfigur (von 1912) als Denkmal auf der Burganlage in Tangermünde. Bronzeabguss der Nebenfigur Wend von Ileburg wurde nach 1900 als Geschenk Wilhelm II. an Philipp zu Eulenburg zunächst im Park, 1906 im Schlosshof Liebenberg errichtet. Abguss nach 1945 verschollen. |

## FriedrichII. (der Eiserne, der Eisenzahn)
| Friedrich II., der Eiserne, der Eisenzahn (Gruppe 16)                                                              | Friedrich II., der Eiserne, der Eisenzahn (Gruppe 16) |
| --- | --- |
| - Gruppe 16, 1898 - Büste Friedrich Sesselmann, 1898 - Friedrich II., August 2009 - Büste Wilke Blankenfelde, 1898 | |
| Hauptfigur: | Friedrich II. (* 19. November 1413; † 10. Februar 1471); dargestellt als Bezwinger des städtischen Widerstands; die Urkunde in seiner Faust symbolisiert die Unterwerfung der Doppelstadt Berlin-Cölln nach dem Berliner Unwillen; die Streitaxt, die Pfeile und die zerrissenen Urkunden am Boden sollen gleichfalls auf die vom Eisenzahn gebrochene Macht der märkischen Städte hinweisen („historisch verbrämte Warnung“ Wilhelms II. an die aktuellen Stadtväter um 1900). |
| Titel, Funktion:                                                                                                   | Markgraf und Kurfürst von Brandenburg |
| Regierungszeit: | 1440–1470 |
| Fürstengeschlecht:                                                                                                 | Hohenzollern |
| Nebenfigur links:                                                                                                  | Friedrich Sesselmann (um 1410–1483), Kanzler der Mark unter Friedrich I., ab 1455 Bischof im Bistum Lebus |
| Nebenfigur rechts:                                                                                                 | Wilke Blankenfelde (um 1400–1474), Bürgermeister von Berlin, zwar einer der „gegen Friedrich II. revoltierenden Patrizier […], später jedoch als geläuterter Untertan wieder in Amt und Würden eingesetzt und damit denkmalwürdig“. Hält in seiner rechten Hand das wiederverliehene Amtssiegel. |
| Bildhauer: | Alexander Calandrelli |
| Datum der Enthüllung:                                                                                              | 22. Dezember 1898 |
| Verbleib und Zustand der Figuren:                                                                                  | Hauptfigur und Büste Blankenfelde (beide gut erhalten mit einzelnen fehlenden Teilen) seit Mai 2009 in der Zitadelle Spandau; Büste Sesselmann bereits seit längerem in der Zitadelle, Pulverkammer, Bastion König (Mitraspitzen abgebrochen) |
| Anmerkung zur Gestaltung:                                                                                          | Die Physiognomie für Friedrich II. übernahm Calandrelli von dem Denkmal für Friedrich I., das er 1894 für die Stadt Friesack geschaffen hatte. Dabei berief er sich auf die Familienähnlichkeit von Vater und Sohn. Auf dem breiten Hermelinkragen des Kurfürstenmantels trägt die Figur Friedrichs die Kette des Schwanenordens. (→ Ausführlich zum Standbild: Abschnitt Denkmal bei Friedrich II.; zur rechten Büste Abschnitt Denkmal bei Wilhelm von Blankenfelde)          |

## Albrecht Achilles
| Albrecht Achilles (Gruppe 17) | Albrecht Achilles (Gruppe 17) |
| --- | --- |
| - Gruppe 17, 1900 - Albrecht Achilles, August 2009 - 2004, verwitterndes Muschelwappen derer von Eyb, rechter Büstensockel - Büsten Eyb (links) und Schulenburg, August 2009 | |
| Hauptfigur: | Albrecht Achilles (* 9. November 1414; † 11. März 1486), den Beinamen Achilles verlieh ihm der spätere Papst Pius II. |
| Titel, Funktion: | Markgraf und Kurfürst von Brandenburg; ferner als Albrecht I. Markgraf von Ansbach und Kulmbach |
| Regierungszeit: | 1470–1486 (da sich Achilles vor allem in der Reichspolitik engagierte, hatte er die Regentschaft der Mark bereits 1473 seinem Sohn und Nachfolger Johann übertragen) |
| Fürstengeschlecht: | Hohenzollern (der letzte Hohenzoller, der über die Mark Brandenburg und die fränkischen Lande in Personalunion herrschte). Albrecht III. Achilles von Brandenburg verbriefte 1473 in der Dispositio Achillea, dem Hausgesetz der Hohenzollern, die Unteilbarkeit der Kurmark Brandenburg. |
| Nebenfigur links: | Werner von der Schulenburg († 1515), zeitweise Hofmeister Albrechts, trat später in pommersche Dienste |
| Nebenfigur rechts: | Ludwig von Eyb (1417–1502), Erbkämmerer und Staatsmann aus der Familie Eyb, Chronist der Hohenzollern und kurfürstlicher Historiograf |
| Bank, Accessoires: | Aus dem Rahmen fiel die aufwändige, in gotischem Stil gehaltene Gestaltung der Bank und der Architekturteile. Die Banklehne durchzog ein durchbrochenes Fischblasenornament, „dem die Wappen von Zollern, Nürnberg, Brandenburg und Pommern appliziert waren“. Die Bankmitte schmückte das Wappen mit dem kurfürstlichen Zepter. Zu beiden Seiten des Bankendes ruhte die obligatorische Kaiserkrone auf einem Kissen. „Am Sockel der Hauptfigur sollten filigrane Spitzbögen, ein Fries aus stilisierten Rosen und Disteln und das vom hohenzollernschen Brackenhelm geschmückte brandenburgische Wappen Assoziationen an die Zeit Albrechts hervorrufen.“ |
| Bildhauer: | Otto Lessing |
| Datum der Enthüllung: | 28. August 1900 |
| Verbleib und Zustand der Figuren: | Alle drei seit Mai 2009 in der Zitadelle Spandau. Alle mit Schäden, Gesicht der Hauptfigur zerstört. |
| Anmerkung zur Gestaltung: | Lessing lehnte die Gestaltung des Standbildes stark dem Stifterbild Albrechts vom Schwanenordensaltar in der Gumpertskirche an; ferner unterstrich er Albrechts Ritterschaft im Schwanenorden mit einer Ordenskette, die Albrecht um den Hals trägt. |

## Johann Cicero
| Johann Cicero (Gruppe 18) | Johann Cicero (Gruppe 18) |
| --- | --- |
| - Gruppe 18, 1900 - Johann Cicero, August 2009 - Büste Busso von Alvensleben, Datum des Fotos unbekannt - Figuren 2019 Ausstellung Enthüllt | |
| Hauptfigur: | Johann Cicero (* 2. August 1455; † 9. Januar 1499) |
| Titel, Funktion: | Markgraf und Kurfürst von Brandenburg (bestimmte Berlin-Cölln zu seiner ersten Residenz) |
| Regierungszeit: | 1486–1499 (Regentschaft für seinen Vater bereits seit 1473, siehe Vorgruppe) |
| Fürstengeschlecht: | Hohenzollern (als erster Hohenzoller in der Mark – im Kloster Lehnin – beigesetzt) |
| Nebenfigur links: | Eitelwolf von Stein, († 1515), kurfürstlicher Berater, Humanist und Mitglied der Sodalitas litteraria, Förderer Ulrich von Huttens, 1506 Mitbegründer der Universität Viadrina in Frankfurt (Oder) |
| Nebenfigur rechts: | Busso von Alvensleben (ca. 1441–1495), Landeshauptmann der Altmark, brandenburgischer Obermarschall                                                                                                |
| Bildhauer: | Albert Manthe |
| Datum der Enthüllung: | 14. November 1900 |
| Verbleib und Zustand der Figuren: | Alle drei seit Mai 2009 in der Zitadelle Spandau. Insgesamt viele kleinere, an der Hauptfigur teils starke Schäden.                                                                                |
| Anmerkung zur Gestaltung: | Die rednerische Auffassung der Hauptfigur billigte Wilhelm II. im Dezember 1898 bei einem Besuch in Manthes Atelier persönlich.                                                                    |

## JoachimI. (Nestor)
| Joachim I., Nestor (Gruppe 19) | Joachim I., Nestor (Gruppe 19) |
| --- | --- |
| - Gruppe 19, 1900 - Joachim I., 1900 - dto., August 2009 - Götz folgte in der Darstellung des Kostüms bis ins Detail dem Kurfürstenporträt von Lucas Cranach d. Ä. von 1529 | |
| Hauptfigur: | Joachim I. Nestor (* 21. Februar 1484; † 11. Juli 1535) → zum Beinamen siehe Nestor |
| Titel, Funktion: | Markgraf und Kurfürst von Brandenburg |
| Regierungszeit: | 1499–1535, bis 1513 gemeinsam mit seinem jüngeren Bruder Albrecht = Nebenfigur links |
| Fürstengeschlecht: | Hohenzollern |
| Nebenfigur links: | Albrecht (1490–1545), jüngerer Bruder von Joachim I., Markgraf, Erzbischof von Magdeburg und Mainz, Kunstmäzen |
| Nebenfigur rechts: | Dietrich von Bülow (1460–1523), Bischof von Lebus (war maßgeblich an der Gründung der von Joachim I. gemeinsam mit seinem Bruder Albrecht 1506 gestifteten Universität Viadrina in Frankfurt (Oder) beteiligt und ihr erster Kanzler) |
| Medaillon: | In der Bankmitte zeigte ein Medaillon das kurfürstliche Wappen und die Kette des Schwanenordens |
| Bildhauer: | Johannes Götz (Johann Gottfried Götz) (→ Ausführlich zur Gestaltung des Standbilds und zu den Inschriften: Abschnitt Denkmal im Artikel zu Joachim I.)                                                                                |
| Datum der Enthüllung: | 28. August 1900 |
| Verbleib und Zustand der Figuren: | Alle drei seit Mai 2009 in der Zitadelle Spandau. Hauptfigur gut erhalten. Büste Albrecht Bruchschäden, Teil des Gesichts abgeplatzt; an der Bülow-Büste fehlt der Kopf.                                                              |

## JoachimII. (Hektor)
| Joachim II., Hektor (Gruppe 20) | Joachim II., Hektor (Gruppe 20) |
| --- | --- |
| - Gruppe 20, 1900 - Joachim II. Hektor, August 2009 - dto., Teilansicht - Details Gruppe 20: Büste Georg der Fromme von Ansbach, Sockel Hektor mit Abendmahlskelch, Medaillon Luther, 1900 - Büste Matthias von Jagow im Dommuseum Brandenburg | |
| Hauptfigur: | Joachim II. Hektor (* 13. Januar 1505; † 3. Januar 1571) |
| Titel, Funktion: | Markgraf und Kurfürst von Brandenburg. Die erbbedingte vorübergehende Aufteilung der Mark zwischen Hektor und seinem jüngeren Bruder Johann dem Weisen (auch Hans von Küstrin), der die Neumark als Markgrafschaft Brandenburg-Küstrin erhielt, wurde in der Siegesallee nicht thematisiert; Johann fand keine Erwähnung.                              |
| Regierungszeit: | 1535–1571 |
| Fürstengeschlecht: | Hohenzollern |
| Nebenfigur links: | Georg der Fromme von Ansbach (1484–1543 oder 1545), Markgraf des Fürstentums Ansbach. |
| Nebenfigur rechts: | Matthias von Jagow (1480 oder 1490–1544 oder 1545), Bischof von Brandenburg, Reformator und Ratgeber Hektors; von ihm hatte Hektor 1539 das Abendmahl in beiderlei Gestalt empfangen. |
| Medaillon, Inschrift: | In der Bankmitte zwischen den Nebenfiguren vergoldetes Bronzemedaillon mit Porträtrelief Martin Luthers; Inschrift des Sockels auf Befehl Wilhelms II.: Ein feste Burg ist unser Gott, ein gute Wehr und Waffen. |
| Bildhauer: | Harro Magnussen. Das Denkmal ist das letzte in der Reihe der Siegesallee, das die Hauptperson mit einer Rüstung zeigt. Bei der Darstellung Hektors Rüstung übertrug Magnussen exakt die Einzelheiten der reichverzierten Prunkrüstung Joachims II., die im Zeughaus ausgestellt war.                                                                   |
| Datum der Enthüllung: | 22. Dezember 1900 |
| Verbleib und Zustand der Figuren: | Hauptfigur und Büste Georg der Fromme seit Mai 2009 in der Zitadelle Spandau (beide ohne Kopf und mit weiteren Schäden); Büste Jagow und Medaillon Luther verschollen. |
| Kopien: | Büste Matthias von Jagow in farbigem Marmor im Dommuseum Brandenburg |
| Anmerkung: | Zentrales Thema der Gruppe war die Einführung der Reformation 1539 durch Hektor. Neben der Auswahl der Begleitfiguren und dem Medaillon unterstrichen die historische Kommission und Magnussen das Thema mit einer üppig verzierten Inschriftenkartusche am Denkmalsockel, in der unter anderem ein Abendmahlskelch und eine Hostie dargestellt waren. |

## Johann Georg
| Johann Georg (Gruppe 21)                                   | Johann Georg (Gruppe 21) |
| ---------------------------------------------------------- | --- |
| - Gruppe 21, 1901 - Johann Georg, 1901 - dto., August 2009 | |
| Hauptfigur:                                                | Johann Georg (* 11. September 1525, † 18. Januar 1598). Beiname Oeconomicus, da er gemeinsam mit Kanzler Distelmeyer (Nebenfigur rechts) versuchte, die Überschuldung der Mark mit einer rigorosen Sparpolitik zu reduzieren.                               |
| Titel, Funktion:                                           | Markgraf und Kurfürst von Brandenburg |
| Regierungszeit:                                            | 1571–1598 |
| Fürstengeschlecht:                                         | Hohenzollern |
| Nebenfigur links:                                          | Graf Rochus zu Lynar (1525–1596), Hauptbaumeister der Zitadelle Spandau und der Festung Peitz |
| Nebenfigur rechts:                                         | Lampert Distelmeyer (1522–1588), Kanzler der Mark Brandenburg |
| Bildhauer:                                                 | Martin Wolff (diese Arbeit brachte ihm die Auszeichnung mit dem Kgl. Kronenorden IV. Klasse ein) |
| Datum der Enthüllung:                                      | 18. Dezember 1901 (als letzte aller 32 Gruppen) |
| Verbleib und Zustand der Figuren:                          | Hauptfigur seit Mai 2009 in der Zitadelle Spandau. Büsten bereits seit längerem in der Zitadelle. Graf Rochus an der Treppe zum Kommandantenhaus, Distelmeyer in der Zitadellenschänke. Alle drei Figuren mit diversen Beschädigungen und fehlenden Teilen. |
| Anmerkung zur Gestaltung:                                  | Laut Uta Lehnert zeigt das Ensemble „einen Detailreichtum, der dazu geeignet ist, Geschichte in Bildern ohne Worte zu erzählen“. Zu einigen dieser Details → Denkmalabschnitte in den Artikeln zu Johann Georg, zu Lynar und Distelmeyer.                   |

## Joachim Friedrich
| Joachim Friedrich (Gruppe 22)               | Joachim Friedrich (Gruppe 22) |
| ------------------------------------------- | --- |
| - Gruppe 22, 1900 - Joachim Friedrich, 1900 | |
| Hauptfigur:                                 | Joachim Friedrich (* 27. Januar 1546; † 18. Juli 1608) |
| Titel, Funktion:                            | Markgraf und Kurfürst von Brandenburg (zudem seit 1605 Regent des Herzogtums Preußen) |
| Regierungszeit:                             | 1598–1608 |
| Fürstengeschlecht:                          | Hohenzollern |
| Nebenfigur links:                           | Graf Hieronymus von Schlick aus der Familie Schlick, Oberkämmerer und Präsident des geheimen Rates zu Cölln, den Joachim Friedrich 1604 gegründet hatte |
| Nebenfigur rechts:                          | Kanzler Johann von Loeben (1561–1636) aus der Familie Loeben |
| Bildhauer:                                  | Norbert Pfretzschner |
| Datum der Enthüllung:                       | 26. Oktober 1900 |
| Verbleib und Zustand der Figuren:           | Hauptfigur und von Loeben verschollen, wahrscheinlich im Zweiten Weltkrieg zerstört. Graf Hieronymus: Torso seit Mai 2009 in der Zitadelle Spandau; Kopf im Besitz der Erben des Theaterkritikers Friedrich Luft. |
| Anmerkung zur Gestaltung:                   | Das im Renaissancestil gehaltene Hausmodell, an das sich der Kurfürst leger anlehnt, verweist auf seine Gründung des Joachimsthalschen Gymnasiums 1607. Das am Postament unter dem Gymnasium dargestellte Segelschiff erinnert an den von ihm veranlassten Bau des Finowkanals. Zusammen mit der Inschrift „Erhält des Friedens Wohlfahrtsstand durch der Gesetze festes Band“ sollen diese Accessoires Joachim Friedrich als Friedensfürst würdigen. |

## Johann Sigismund
| Johann Sigismund (Gruppe 23)                                   | Johann Sigismund (Gruppe 23) |
| -------------------------------------------------------------- | --- |
| - Gruppe 23, 1901 - Johann Sigismund, 1901 - dto., August 2009 | |
| Hauptfigur:                                                    | Johann Sigismund (* 8. November 1572; † 2. Januar 1620) |
| Titel, Funktion:                                               | Markgraf und Kurfürst von Brandenburg; Herzog und Co-Regent in Preußen. |
| Regierungszeit:                                                | 1608–1619 |
| Fürstengeschlecht:                                             | Hohenzollern |
| Nebenfigur links:                                              | Graf Fabian von Dohna (1550–1621), Oberburggraf; Beiname Fabian mit der Schmarre (wegen einer Kopfwunde, die er sich in einem Kriegszug zur Verteidigung der Hugenotten 1587 zuzog, in der Figur dargestellt als Stirnnarbe).                                                                  |
| Nebenfigur rechts:                                             | Thomas von dem Knesebeck (1559–1625), Geheimer Rat und Landeshauptmann, bemühte sich um einen Ausgleich zwischen Lutheranern und Calvinisten. Das feingezeichnete Gelehrtenhaupt der Büste charakterisiert ihn als Ratsmitglied und Begründer der religiösen Toleranzpolitik der Hohenzollern. |
| Bildhauer:                                                     | Peter Breuer |
| Datum der Enthüllung:                                          | 30. August 1901 |
| Verbleib und Zustand der Figuren:                              | Hauptfigur (erhebliche Kriegsschäden, Gesicht abgeplatzt) seit Mai 2009 in der Zitadelle Spandau. Beide Büsten verschollen. |
| Anmerkung zur Gestaltung:                                      | Die mit ruhigem, ernsten Gesicht und in fester Haltung dargestellte Hauptfigur betont die feste Haltung Johann Sigismunds in Glaubensfragen. Die füllige Gestalt in spanisch-niederländischer Tracht mit weiten Pluderhosen kennzeichnete die zeitgenössische Kritik als „Falstafffigur“.      |

## Georg Wilhelm
| Georg Wilhelm (Gruppe 24)                                                                       | Georg Wilhelm (Gruppe 24) |
| ----------------------------------------------------------------------------------------------- | --- |
| - Gruppe 24, 1899 - Georg Wilhelm, 1899 - dto., August 2009 - Figuren 2019 Ausstellung Enthüllt | |
| Hauptfigur:                                                                                     | Georg Wilhelm (* 13. November 1595; † 1. Dezember 1640) |
| Titel, Funktion:                                                                                | Markgraf und Kurfürst von Brandenburg; Herzog in Preußen |
| Regierungszeit:                                                                                 | 1619–1640 |
| Fürstengeschlecht:                                                                              | Hohenzollern |
| Nebenfigur links:                                                                               | Konrad von Burgsdorff (1595–1652), Oberst, 1629 Kommandant von Spandau und Küstrin |
| Nebenfigur rechts:                                                                              | Graf Adam von Schwartzenberg (1583–1641), Kanzler; zur umstrittenen Aufnahme des Grafen in die Siegesallee → Abschnitt Denkmal bei Schwartzenberg |
| Bildhauer:                                                                                      | Cuno von Uechtritz-Steinkirch |
| Datum der Enthüllung:                                                                           | 23. Dezember 1899 |
| Verbleib und Zustand der Figuren:                                                               | Hauptfigur (rechter Arm fehlt, Trommel verschollen, weitere erhebliche Schäden) und Büste Graf Adam (ohne Nase, starke Konturschäden) seit Mai 2009 in der Zitadelle Spandau. Die lange verschollen geglaubte Büste des Konrad von Burgsdorff ist 2011 wieder aufgetaucht. |
| Anmerkung zur Gestaltung:                                                                       | Da der zaudernde und unentschlossene Kurfürst sich den Wirren der Zeit und des Dreißigjährigen Krieges nicht gewachsen gezeigt und sich bei weiterhin aufwändiger Hofhaltung nach Königsberg zurückgezogen hatte, wählte der Bildhauer statt einer erhabenen Monumentalfigur eine dekorative, luxuriös ausstaffierte Kostümfigur. Eine ornamentale Ausstattung mit Fabeltieren und Blattwerk in der Inschriftenkartusche, pilasterartig gestaltete Bankwangen und zwei Löwenfiguren unter der Bank (Symbol für die ruhende Stärke Brandenburgs) unterstrichen die malerische Darstellung, die dem besonderen Talent des Bildhauers entsprach (→ Abschnitt Siegesallee bei Uechtritz-Steinkirch). Die Belehnung Brandenburgs mit Preußen in Georg Wilhelms Regierungszeit wurde nicht thematisiert. |

## Friedrich Wilhelm (der Große Kurfürst)
| Friedrich Wilhelm I., der Große Kurfürst (Gruppe 25) | Friedrich Wilhelm I., der Große Kurfürst (Gruppe 25) |
| --- | --- |
| - Gruppe 25, 1901 - Bildmontage der Gruppe, 1900 (Büsten seitenverkehrt dargestellt) - Der Große Kurfürst im Lapidarium, 2006 (links: FW I. (Soldatenkönig) aus Gruppe 27) - Büste Derfflinger mit schweren Beschädigungen, Januar 1930 - Büste (Kopie) Otto von Schwerin, Schlossplatz Oranienburg (2010) | |
| Hauptfigur: | Friedrich Wilhelm, der Große Kurfürst (* 16. Februar 1620; † 9. Mai 1688) |
| Titel, Funktion: | Markgraf und Kurfürst von Brandenburg; Herzog in Preußen |
| Regierungszeit: | 1640–1688 |
| Fürstengeschlecht: | Hohenzollern |
| Nebenfigur links: | Reichsfreiherr Georg von Derfflinger (1606–1695), Generalfeldmarschall |
| Nebenfigur rechts: | Otto Freiherr von Schwerin der Ältere (1616–1679), Oberpräsident des Geheimen Staatsrates |
| Bildhauer: | Fritz Schaper |
| Datum der Enthüllung: | 30. März 1901 |
| Verbleib und Zustand der Figuren: | Alle drei seit Mai 2009 in der Zitadelle Spandau. Alle mit Schäden und Abbrüchen. |
| Kopien: | Von der Büste Otto von Schwerins wurden 2009 drei Kopien angefertigt: für das Schloss Oranienburg, für Altlandsberg und für den Grafen Detlef von Schwerin (für das Herrenhaus des Vorwerks Bülowssiege in Fürstenwerder) |
| Anmerkung zur Gestaltung: | Schapers erstes Modell, das den Großen Kurfürsten als Feldherrn darstellte, lehnte Wilhelm II. ab. Die realisierte Ausführung zeigt ihn als Friedensfürsten im Hofkostüm und Staatsgründer. „Die verheißungsvollen Schößlinge an dem mächtigen Eichenstumpf“, auf den sich die Figur stützt, „waren als Verweis auf die zukünftige politische Bedeutung Preußens für das Deutsche Reich gedacht“. |

## FriedrichI. (Preußen), FriedrichIII. (Brandenburg)
| Friedrich I. (Preußen), Friedrich III. (Brandenburg) (Gruppe 26) | Friedrich I. (Preußen), Friedrich III. (Brandenburg) (Gruppe 26) |
| --- | --- |
| - Gruppe 26, 1900 - Friedrich I., 1900 - dto., August 2009 - Büste Danckelman im Schnee, Dezember 1931 - Figuren 2019 Ausstellung Enthüllt - Andreas Schlüter 2019 mit nachgeahmter Bank in Ausstellung Enthüllt | |
| Hauptfigur: | Friedrich I. (Preußen) (* 11. Juli 1657; † 25. Februar 1713) |
| Titel, Funktion: | Markgraf und Kurfürst von Brandenburg sowie Herzog in Preußen als Friedrich III. bis 1701, danach als König in Preußen Friedrich I. |
| Regierungszeit: | 1688–1713 als Markgraf und Kurfürst von Brandenburg sowie in Preußen bis 1701 als Herzog, dann bis 1713 als König im GesamtstaatPreußen als Königreich (1701–1918) |
| Fürstengeschlecht: | Hohenzollern |
| Nebenfigur links: | Andreas Schlüter (1664–1714), Bildhauer, Hofbaudirektor und unter anderem Baumeister des Berliner Stadtschlosses (Umbau zur Barockanlage) |
| Nebenfigur rechts: | Freiherr Eberhard von Danckelman (1643–1722), Hauslehrer von Friedrich, Minister in Brandenburg, Oberpräsident des Geheimen Rates |
| Bildhauer: | Gustav Eberlein (auch Schöpfer der Gruppe 30) |
| Datum der Enthüllung: | 3. Mai 1900 |
| Verbleib und Zustand der Figuren: | Alle drei seit Mai 2009 in der Zitadelle Spandau. Konturschäden und abgebrochene Teile an der Hauptfigur; Büsten mit leichten Beschädigungen. Als Beispiel wurde diese Denkmalgruppe für die 2016 eröffnete Dauerausstellung Enthüllt. Berlin und seine Denkmäler als einzige Gruppe in ihrer Gesamtarchitektur nachgebildet. Dabei wurde auf die Rekonstruktion der historischen Ornamentik wie dem Akanthusfries in der Banklehne oder den Adlern in den Bankwangen verzichtet. |
| Anmerkung zur Gestaltung: | Der erste preußische König ist mit adlerbekröntem Zepter, dem Knauf eines Königsschwertes und mit einer Lorbeerkranz geschmückten Allongeperücke in der Pose des Sonnenkönigs Louis XIV. dargestellt. Mit dieser Pose, einem weiten Mantel und reich besticktem Rock überdeckte Eberlein die körperliche Behinderung Friedrichs (Schiefer Fritz). Schlüter trägt einen schlichten Bildhauerkittel und prüft die Maske eines sterbenden, von Schmerzen gezeichneten Kriegers. Danckelman hält in der Hand eine Urkunde und wird als weitsichtiger, entschlossener Staatsmann präsentiert. |

## Friedrich WilhelmI. (Soldatenkönig)
| Friedrich Wilhelm I., Soldatenkönig (Gruppe 27) | Friedrich Wilhelm I., Soldatenkönig (Gruppe 27) |
| --- | --- |
| - Gruppe 27, 1900 - Friedrich Wilhelm I., 1900 - dto., August 2009 - Büste Leopold von Dessau - Büste Heinrich Rüdiger von Ilgen - Kopie der Büste Ilgen im Schlosspark Britz, 2007 - Figuren 2019 Ausstellung Enthüllt | |
| Hauptfigur: | Friedrich Wilhelm I. (* 14. August 1688; † 31. Mai 1740) |
| Titel, Funktion: | Markgraf und Kurfürst von Brandenburg, König in Preußen |
| Regierungszeit: | 1713–1740 |
| Fürstengeschlecht: | Hohenzollern |
| Nebenfigur links: | Leopold von Anhalt-Dessau, Der Alte Dessauer, (1676–1747), Feldmarschall |
| Nebenfigur rechts: | Heinrich Rüdiger von Ilgen (1654–1728), Minister des Auswärtigen |
| Sockelinschrift 1 (Hauptfigur): | Ich komme zu meinem Weg und stabiliere die Souverenität und setze die Krone fest wie ein Rocher von Bronze |
| Sockelinschrift 2 (Hauptfigur): | Wo selbst das Haupt die Hand legt an, schafft Recht und schützt den Untertan und spart, was jeder sparen kann, da geht des Landes Wohlfahrt an |
| Bildhauer: | Rudolf Siemering |
| Datum der Enthüllung: | 22. Dezember 1900 |
| Hintergründe der Entstehung | Siemering legte drei Skizzen für die Hauptfigur an. Mit zweien, die den König im Mantel zeigten, versuchte er, vom Etikett Soldatenkönig abzurücken. Die dritte zeigte ihn dann im Soldatenrock. Diesen Entwurf bestimmte Kaiser Wilhelm II. zur Ausführung. Diese Darstellung zeichnet Friedrich Wilhelm I. als derbe Gestalt von schlichtem und energischem Wesen, die fest und breitbeinig in Knöpfgamaschen dasteht. Seine Leibesfülle wurde nicht kaschiert, sondern „durch die über dem Bauch auseinanderklaffende Jacke und die tiefsietzende Leibbinde in geradezu grotesker Weise betont.“ Diese Skulptur bringt aber auch die widersprüchliche Persönlichkeit des Königs zum Ausdruck, indem im breiten Gesicht ein landesväterlicher Zug hervortritt. Accessoires wie ein Stock, ein Aktenbündel auf dem Boden und Folianten im Bücherregal, das als Stütze hinter der Figur angebracht ist, unterstreichen diese Kennzeichnung eines umsichtigen und sparsamen Regenten. |
| Verbleib und Zustand der Figuren: | Alle drei seit Mai 2009 in der Zitadelle Spandau. An der Hauptfigur fehlen Teile, der rechte Unterarm ist mit einer Eisenklammer am Oberarm befestigt. Beiden Büsten fehlen die Nasen. Die Büste des Ministers von Ilgen befand sich zwischen 1954 und 1988 im Park des Schlosses Britz, das Ilgen 1719 gekauft hatte. Seit 1988 steht dort eine Kopie der Büste. |

## FriedrichII. (der Große)
| Friedrich II., der Große, der Alte Fritz (Gruppe 28) | Friedrich II., der Große, der Alte Fritz (Gruppe 28) |
| --- | --- |
| - Gruppe 28, 1899 - Friedrich II., 1899 - Büste von Kurt Christoph von Schwerin, 1899 - Büste von Johann Sebastian Bach, 1899 - Figuren 2019 Ausstellung Enthüllt | |
| Hauptfigur: | Friedrich II. (* 24. Januar 1712; † 17. August 1786) |
| Titel, Funktion: | Markgraf und Kurfürst von Brandenburg, König von Preußen |
| Regierungszeit: | 1740–1786 |
| Fürstengeschlecht: | Hohenzollern |
| Nebenfigur links: | Graf Kurt Christoph von Schwerin (1684–1757), Generalfeldmarschall (Als Held von Mollwitz und Prag gefeiert, sollte den bis in den Tod getreuen militärischen Geist verkörpern.) |
| Nebenfigur rechts: | Johann Sebastian Bach (1685–1750), Komponist (Hatte dem König 1747 vorgespielt und sollte einen Bezug zu Friedrichs Musikleidenschaft und Flötenspiel herstellen. Ursprünglich war Kant vorgesehen, um Friedrich als Aufklärer und Philosophen von Sanssouci zu würdigen; Kant kam dann in die nächste Gruppe.) |
| Bildhauer: | Joseph Uphues (auch Schöpfer der Gruppe 3) |
| Datum der Enthüllung: | 26. August 1899 |
| Verbleib und Zustand der Figuren: | Hauptfigur (rechter Arm mit Stock fehlt), ihr Sockel (gut erhalten) und Büste Graf von Schwerin (rechter Arm teilzerstört) seit Mai 2009 in der Zitadelle Spandau. Büste von Bach verschollen. |
| Anmerkung zur Gestaltung: | Auf Wunsch Kaiser Wilhelms II., dem das Standbild besonders am Herzen lag und der für die Kostümierung und Physiognomie (Friedrich der Große hatte sich nie porträtieren lassen) der Figur ausdauernd selbst Modell stand, stellte Uphues Friedrich den Großen „im Glanze seines jungen Ruhmes“ dar, noch vor dem Siebenjährigen Krieg. Die Interpretation des jungen Friedrich wich erstmals vom traditionellen Friedrichtypus des „Alten Fritz“ wie beispielsweise im Reiterstandbild ab. |
| Architektur: | Allein bei der Architektur dieser Gruppe wurden Elemente des Zeitgeistes, des Rokoko, verwendet. Unter Beratung des Architekten Hermann A. Kruse gestaltete Uphues die Stufen des Podestes mit der geschwungenen Linie des Rokoko und führte die Namenskartuschen in Rocailleform aus. |

## Friedrich WilhelmII. (Der dicke Lüderjahn)
| Friedrich Wilhelm II., Der dicke Lüderjahn (Gruppe 29)              | Friedrich Wilhelm II., Der dicke Lüderjahn (Gruppe 29) |
| ------------------------------------------------------------------- | --- |
| - Gruppe 29, 1900 - Friedrich Wilhelm II., 1900 - dto., August 2009 | |
| Hauptfigur:                                                         | Friedrich Wilhelm II. (* 25. September 1744; † 16. November 1797), im Volksmund: der dicke Lüderjahn (= Taugenichts), der dicke Wilhelm |
| Titel, Funktion:                                                    | Markgraf und Kurfürst von Brandenburg, König von Preußen |
| Regierungszeit:                                                     | 1786–1797 |
| Fürstengeschlecht:                                                  | Hohenzollern |
| Nebenfigur links:                                                   | Graf Johann Heinrich Casimir von Carmer (1720–1801), Großkanzler und Justizreformer (Steht für das Verdienst dieser Regierung, 1794 das Allgemeine Preußische Landrecht verabschiedet zu haben.) |
| Nebenfigur rechts:                                                  | Immanuel Kant (1724–1804), Philosoph (Sehr umstritten. Ursprünglich war Schadow vorgesehen, der dann lediglich mit einem Reliefbildnis in die nächste Gruppe aufgenommen wurde. Koser begründete die Entscheidung für Kant mit dessen Wirken an der preußischen Universität Königsberg und mit Kants Pflichtethik, die er als Folge eines von den preußischen Königen gegebenen praktischen Vorbilds interpretierte. Wäre die Zuordnung Kants zur Vorgruppe, wie ursprünglich vorgesehen, nachvollziehbar gewesen (wenn man Kosers Interpretation folgt), stieß die Zuordnung zum zur Schwärmerei und Okkultismus neigenden, der Pflicht nicht unbedingt zugetanen dicken Wilhelm auf großes Unverständnis.) |
| Bildhauer:                                                          | Adolf Brütt (auch Schöpfer der Gruppe 12 – Otto der Faule) |
| Datum der Enthüllung:                                               | 22. März 1900 |
| Verbleib und Zustand der Figuren:                                   | Alle drei seit Mai 2009 in der Zitadelle Spandau. Bei allen drei Figuren fehlen die Köpfe. |
| Anmerkung zur Gestaltung:                                           | Brütt gelang es, Friedrich Wilhelm II. als den bequemen Genussmenschen darzustellen, der er war, ohne der Figur die unerlässliche königliche Würde zu nehmen. Die elegante Generalsuniform der Zeit, der Degen und das Ordensband des Schwarzen Adlers betonen die Würde, während die legere Haltung, der Spazierstock, die weiche Hand mit wulstigen Fingern und das schwammig gezeichnete Gesicht „den Eindruck von Körperfülle – und Dekadenz“ vermitteln. |

## Friedrich WilhelmIII.
| Friedrich Wilhelm III. (Gruppe 30)                                                                              | Friedrich Wilhelm III. (Gruppe 30) |
| --- | --- |
| - Gruppe 30, 1901 - Friedrich Wilhelm III., 1901 - dto., August 2009 - Büste vom und zum Stein in Spandau, 2004 | |
| Hauptfigur: | Friedrich Wilhelm III. (* 3. August 1770; † 7. Juni 1840) |
| Titel, Funktion:                                                                                                | Markgraf und Kurfürst von Brandenburg (bis 1806), König von Preußen |
| Regierungszeit:                                                                                                 | 1797–1840 |
| Fürstengeschlecht:                                                                                              | Hohenzollern |
| Nebenfigur links:                                                                                               | Gebhard Leberecht von Blücher (1742–1819), Fürst von Wahlstatt, Generalfeldmarschall (Marschall Vorwärts; populärster Feldherr der Befreiungskriege) |
| Nebenfigur rechts:                                                                                              | Heinrich Friedrich Karl Reichsfreiherr vom und zum Stein (1757–1831), Minister und Reformer (Stein-Hardenbergsche Reformen) |
| Relief: | Auf der Bank zwischen den Assistenzfiguren Reliefbildnis des Bildhauers Johann Gottfried Schadow (1764–1850), Begründer der Berliner Bildhauerschule. Schadow war ursprünglich als Nebenbüste der Vorgruppe vorgesehen. |
| Bildhauer: | Gustav Eberlein (auch Schöpfer der Gruppe 26) |
| Datum der Enthüllung:                                                                                           | 30. März 1901 |
| Verbleib und Zustand der Figuren:                                                                               | Hauptfigur (rechte Hand und Stock fehlen) seit Mai 2009 in der Zitadelle Spandau; Büste Freiherr vom Stein von 1975–2014 am Reformationsplatz Spandau und steht unter Denkmalschutz, heute ebenfalls Teil der Sammlung in der Zitadelle; Büste Blücher verschollen; Schadow-Relief nicht erhalten. |
| Anmerkung zur Gestaltung:                                                                                       | Auf Wunsch Wilhelms II. zeigte Eberlein den König nicht als den unglücklichen alten Mann, dessen Politik eher ungünstig in Erinnerung blieb, sondern in schlanker Offiziersgestalt als den jungen König im eher privaten Bereich, der sich gerne in das biedermeierliche, fast bürgerliche Familienleben auf Schloss Paretz zurückgezogen hatte. Die politisch-militärische Dimension seiner Regierungszeit repräsentierten die Nebenbüsten. Die Eule, die neben der Büste von und zum Steins auf einem Bücherstapel sitzt, symbolisiert die staatsmännische Klugheit des als Denker aufgefassten Ministers. |

## Friedrich WilhelmIV.
| Friedrich Wilhelm IV. (Gruppe 31)                                                                                         | Friedrich Wilhelm IV. (Gruppe 31) |
| --- | --- |
| - Gruppe 31, 1900 - Büste Alexander von Humboldt, 2009 - Friedrich Wilhelm IV., 1900 - Büste Christian Daniel Rauch, 2009 | |
| Hauptfigur: | Friedrich Wilhelm IV. (* 15. Oktober 1795; † 2. Januar 1861) |
| Titel, Funktion: | König von Preußen |
| Regierungszeit: | 1840–1861 |
| Fürstengeschlecht: | Hohenzollern |
| Nebenfigur links: | Alexander von Humboldt (1769–1859), Naturforscher |
| Nebenfigur rechts: | Christian Daniel Rauch (1777–1857), Bildhauer, neben Schadow (siehe Relief der Vorgruppe) der wichtigste Repräsentant der Berliner Bildhauerschule |
| Bildhauer: | Karl Begas (auch Schöpfer der Gruppe 7) |
| Datum der Enthüllung: | 26. Oktober 1900 |
| Verbleib und Zustand der Figuren:                                                                                         | Hauptfigur (stark verwittert) Zitadelle Spandau, Bastion Kronprinz; beide Nebenfiguren im Garten der Villa von der Heydt am Landwehrkanal, Sitz der Stiftung Preußischer Kulturbesitz. |
| Anmerkung zur Gestaltung:                                                                                                 | Auch der politisch eher gescheiterte und später von mehreren Schlaganfällen gezeichnete Friedrich Wilhelm IV. wurde auf Wunsch Wilhelms II. eher jugendlich aufgefasst. Dargestellt im Alter von etwa 46 Jahren, zeigt das Denkmal einen entschlossenen, von romantischen Idealen erfüllten König zur Zeit seiner Stiftung der Friedensklasse des Ordens „Pour le Mérite“. Die künstlerisch-wissenschaftliche Seite des Monarchen wurde durch die Wahl der bedeutenden Nebenpersonen, beide Träger des „Pour le Mérite“, zusätzlich betont. Die idealisierte Figur fand den uneingeschränkten Beifall des Kaisers, weil, wie er sich ausdrückte, Begas „den armen Herrn, den das große Publikum nur als dicken, alten Mann mit der Schirmmütze kennt, in seiner jugendschönen Männlichkeit dargestellt“ habe. |

## WilhelmI. (Deutscher Kaiser)
| Wilhelm I. (Gruppe 32) | Wilhelm I. (Gruppe 32) |
| --- | --- |
| - Gruppe 32, 1901 - Beim Enkelsohn und Auftraggeber Wilhelm II. durchgefallener Erstentwurf von Begas, 1899 - Wilhelm I., August 2009 | |
| Hauptfigur: | Wilhelm I. (* 22. März 1797; † 9. März 1888) |
| Titel, Funktion: | König von Preußen, 1871 erster deutscher Kaiser |
| Regierungszeit: | 1861–1888 als König von Preußen, 1871–1888 deutscher Kaiser |
| Fürstengeschlecht: | Hohenzollern |
| Nebenfigur links: | Helmuth Karl Bernhard Graf von Moltke (1800–1891), Generalstabschef |
| Nebenfigur rechts: | Fürst Otto von Bismarck (1815–1898), Reichskanzler |
| Bank: | Die Banklehne schmückten die Bildhauer mit einem Fries von Kornblumen und Ähren, den Lieblingspflanzen Wilhelms I. |
| Bildhauer: | Reinhold Begas (?) (auch Schöpfer der Gruppe 8) – die Nebenfiguren stammen wohl tatsächlich von Begas, während das Hauptdenkmal sehr wahrscheinlich vom Begas-Meisterschüler August Kraus entworfen und ausgeführt wurde, der bereits die Gruppe 9 mit Heinrich dem Kind modelliert hatte. Das Erstmodell Wilhelms I. von Begas war bei Wilhelm II., dem Enkelsohn des ersten deutschen Kaisers, durchgefallen. „In Verbindung mit dem Pickelhelm machte das Modell […] einen zu soldatischen Eindruck, das heißt, es brachte die Herrscherwürde nicht angemessen zum Ausdruck.“ Kraus, der zwischen eigenen Arbeiten dem Meister immer wieder seine Arbeitskraft zur Verfügung stellte, hat dann sehr wahrscheinlich in Begas Werkstatt das zentrale Standbild ausgeführt, „die Urheberschaft jedoch erst später für sich beansprucht[…]“. (→ Ausführlich zur Gestaltung der Denkmalgruppe: Abschnitt Gruppe 32 im Artikel August Kraus) |
| Datum der Enthüllung: | 30. März 1901 (Der Erstentwurf stammt aus dem Jahr 1899) |
| Verbleib und Zustand der Figuren: | Hauptfigur (starke Beschädigung im Gesicht) seit Mai 2009 in der Zitadelle Spandau; Nebenfiguren verschollen. |

## Zwei ergänzende Gruppen am Brandenburger Tor
Ergänzend wurden 1903 Standbilder von Kaiser Friedrich III. und Kaiserin Friedrich auf dem halbrunden Platz vor dem Brandenburger Tor aufgestellt. Die Gesamtentwürfe der Anlage stammen von Oberhofbaurat Ernst von Ihne, die architektonische und dekorative Ausstattung von August Vogel und Wilhelm Widemann. Die Marmorausführung übernahm der Steinbildhauer Fritz Tübbecke. Enthüllung beider Gruppen, oft als Gruppen 33 und 34 der Siegesallee bezeichnet, am 18. Oktober 1903. Der Zuordnung der Gruppen zur Siegesallee widerspricht allerdings Uta Lehnert: „Die Denkmäler der Eltern Wilhelms II. standen zwar in einem gewissen ideellen Kontext zur Siegesallee, im engeren Sinne muß ihre verschiedentlich behauptete Zugehörigkeit (als Gruppen 33 und 34) aber verneint werden.“ So wäre es beispielsweise nicht denkbar gewesen, dass Wilhelm II. seiner 1901 verstorbenen Mutter in der Siegesallee ein Denkmal gesetzt hätte.

### FriedrichIII. (Deutscher Kaiser)
| Friedrich III. (sogenannte Gruppe 33)                     | Friedrich III. (sogenannte Gruppe 33) |
| --------------------------------------------------------- | --- |
| - sogenannte Gruppe 33, 1903 - Büste von Blumenthal, 2004 | |
| Hauptfigur:                                               | Friedrich III. (* 18. Oktober 1831; † 15. Juni 1888) |
| Titel, Funktion:                                          | Deutscher Kaiser. Sockelaufschrift: FRIEDRICH III. / DEUTSCHER KAISER / KOENIG / VON PREUSSEN |
| Regierungszeit:                                           | 1888 als König von Preußen und deutscher Kaiser |
| Fürstengeschlecht:                                        | Hohenzollern |
| Nebenfigur links:                                         | Generalfeldmarschall Leonhard von Blumenthal (1810–1900) |
| Nebenfigur rechts:                                        | Hermann von Helmholtz (1821–1894), Physiker und Physiologe |
| Bank:                                                     | Die Banklehne schmückten die Bildhauer mit einem Fries von Eichenlaubgewinden. Material für die gesamte Gruppe: Laaser Marmor                                                                         |
| Rahmenentwurf:                                            | Architekten Ernst von Ihne und Albert Wassermann |
| Bildhauer:                                                | Adolf Brütt in Verbindung mit seinen Schülern und Franz Tübbecke; Brütt hatte bereits die Gruppen 12 und 29 modelliert.                                                                               |
| Datum der Enthüllung:                                     | 18. Oktober 1903 (72. Geburtstag Kaiser Friedrich III.) |
| Verbleib und Zustand der Figuren:                         | Büste von Blumenthal mit Konturschäden erhalten, seit Mai 2009 in der Zitadelle Spandau. Verbleib der Büste von Helmholtz und des zentralen Standbilds unbekannt, sehr wahrscheinlich kriegszerstört. |

### Kaiserin Friedrich
| Kaiserin Friedrich (sogenannte Gruppe 34) | Kaiserin Friedrich (sogenannte Gruppe 34) |
| ----------------------------------------- | --- |
| - sogenannte Gruppe 34, 1903 - dito       | |
| Hauptfigur:                               | Kaiserin Friedrich (* 21. November 1840; † 5. August 1901) |
| Titel, Funktion:                          | Deutsche Kaiserin; Königin von Preußen; als Victoria von Großbritannien und Irland Princess Royal                                                                                           |
| Regierungszeit:                           | an der Seite Friedrichs III. 99 Tage nach dem Tod Wilhelms I. im Jahr 1888 |
| Nebenfigur links:                         | Eduard Zeller (1814–1908), Philosoph |
| Nebenfigur rechts:                        | August Wilhelm von Hofmann (1818–1892), Chemiker |
| Rahmenentwurf:                            | Architekten Ernst von Ihne und Albert Wassermann |
| Bildhauer:                                | Fritz Gerth |
| Datum der Enthüllung:                     | 18. Oktober 1903 (72. Geburtstag Kaiser Friedrich III.) |
| Verbleib und Zustand der Figuren:         | Büste von Hofmann mit Konturschäden erhalten, seit Mai 2009 in der Zitadelle Spandau. Verbleib der Büste Zeller und des zentralen Standbilds unbekannt, sehr wahrscheinlich kriegszerstört. |

## Tucholsky-Gedicht:Bruch
Nach der Novemberrevolution, in der der Soldatenrat Hans Paasche die Siegesallee zur Sprengung vorgeschlagen hatte, fragte Kurt Tucholsky im Dezember 1918 unter seinem Pseudonym Theobald Tiger in der Zeitschrift Ulk im Gedicht Bruch:

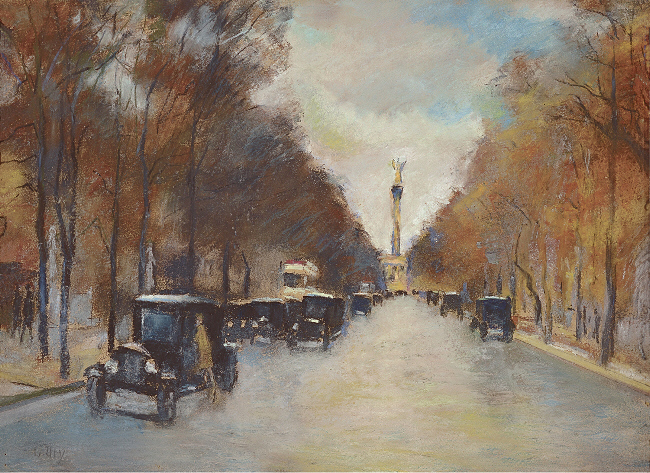
Siegesallee, Gemälde von Lesser Ury, 1920

Was aber wird nun aus der Siegsallee?

Wird man dieselbe, weil zu royalistisch,

zu autokratisch und zu monarchistisch,

abfahren in den Neuen See?

Läßt man bei jedem Denkmal die Statur?

und setzt nur neue Köpfe auf die Hälse?

Nun, sagen wir mal, den von Lüders Else

und Brutus Molkenbuhr?
Weckt man den schönen, weißen Marmor ein?

Vor langen Jahren, damals, im Examen,

wußt ich, wie alle nach der Reihe kamen …

Soll das umsonst gewesen sein?

Und sie ist schön! – Laß uns vorübergehen

und lächeln – denn wir wissen ja Bescheid.

Ich glaub, wir lassen still die Puppen stehen

als Dokumente einer großen Zeit.